# CS Conpet Ploiești
Clubul Sportiv Conpet Ploiești cunoscut si ca Conpet Ploiești a fost un club de fotbal românesc din localitatea Strejnicu, județul Prahova. Fondat în 1968 și desființat în 2015, Conpet a evoluat cincisprezece sezoane consecutive in a treia divizie fotbalistică din România între anii 1999 și 2014. Clubul a jucat pe Stadionul Conpet din localitatea Strejnicu, aflat la o distanță de 3 km de Ploiești și a fost susținut financiar de operatorul național de transport țiței și derivate prin conducte din România, Conpet.

## Istorie
Fondat în 1968, Conpet a evoluat în cea mai mare parte a istoriei sale în ligile inferioare, reușind să promoveze în Liga a III-a la sfârșitul sezonului 1998–99, după ce a câștigat Liga a IV-a Prahova.
Cu Marius Vișan ca antrenor principal, Conpet a încheiat campania 2006–07 pe locul șapte.
Sezonul 2007–08 a început cu Marius Vișan ca antrenor principal, dar a acesta fost demis în prima parte a sezonului, iar Decu Crângașu a condus echipa ca interimar. Silviu Dumitrescu a fost numit antrenor principal în ianuarie 2008, conducând clubul pe locul cinci la sfârșitul sezonului.
Următoarele două sezoane i-au văzut pe „transportatorii” în fruntea ligii terminând pe locul trei în 2008–09 și pe locul doi în sezonul 2009–10.
Silviu Dumitrescu a părăsit clubul în mai 2011 cu trei etape înainte de finalul sezonului, iar Conpet a terminat sezonul 2010–11 pe locul opt, cu Gheorghe Bărbuceanu ca antrenor interimar.
Mugur Bolohan a fost numit noul antrenor principal, iar „transportatorii” au terminat sezonul 2011–12 pe locul patru.
Conpet a încheiat sezonul 2012–13 pe locul șase din zece.
La sfârșitul campaniei 2013–14 a Ligii a III-a, Conpet a terminat pe locul 2 în play-out, locul 8 in clasamentul general, rămânând astfel în Liga a III-a, dar la începutul sezonului următor, din motive financiare, Conpet s-a retras din Liga a III-a și s-a înscris în Liga a IV-a Prahova.

## Palmares
Liga a III-a
- Locul 2 (1): 2009–10

Liga a IV-a Prahova
- Câștigătoare (1): 1998–99

## Feminin
Echipa feminină de fotbal a devenit dublă campioană națională după ce a câștigat Divizia A în sezoanele 1998-1999 și 1999-2000.